# Údolí Kohoutovického potoka
Údolí Kohoutovického potoka je přírodní památka nacházející se v katastru brněnské čtvrtě Pisárky na území městské části Brno-Kohoutovice v bezprostředním sousedství silnice mezi Pisárkami a Kohoutovicemi. Území o výměře 3 ha zabírá 15–40 m široký pruh podél Kohoutovického potoka o délce 1,2 km. Předmětem ochrany je přirozené koryto meandrujícího potoka a původní lesní porosty s převahou buku na bázích svahů, hostící některé vzácné druhy rostlin horských a podhorských poloh. Přírodní památka byla vyhlášena v listopadu 1987.

## Stanoviště
Do skalního podloží tvořeného biotitickým granodioritem vyhloubil Kohoutovický potok postupným odnášením částeček půdy úzké zaříznuté údolí, na jehož dně se hromadí chladný vzduch a způsobuje, že v něm panuje mikroklima s nižší teplotou než ve svazích nad ním (teplotní inverze).
Koryto potoka je kamenité až balvanité, s častými meandry, kaskádami a tůňkami. V suchém letním obdobi koryto téměř vysychá a voda se drží v malých tůňkách, v období přívalových dešťů průtok rychle stoupá a voda odnáší naplaveniny včetně velkých kamenů.

## Živá příroda
Údolí obývají lesní společenstva dubobukového vegetačního stupně s převahou buku lesního (Fagus sylvatica), dubu zimního (Quercus petraea) a habru obecného (Carpinus betulus), mezi nimiž se vtroušeně vyskytuje javor klen (Acer pseudoplatanus), jasan ztepilý (Fraxinus excelsior), lípa malolistá (Tilia cordata) a lípa velkolistá (Tilia platyphyllos). V keřovém patře převažuje líska obecná (Corylus avellana), místy se vyskytuje také ohrožený klokoč zpeřený (Staphylea pinnata). V podrostu je zajímavý výskyt horské byliny věsenky nachové (Prenanthes purpurea), který indikuje klimatickou inverzi. Z chráněných druhů je nejvýznamnější výskyt chráněné silně ohrožené orchideje okrotice červené, která zde má jedinou lokalitu na území města. Z chráněných druhů se dále vyskytuje okrotice bílá (Cephalanthera damasonium), vemeník dvoulistý (Platanthera bifolia), oměj vlčí mor (Aconitum lycoctonum), lilie zlatohlavá (Lilium martagon) a medovník meduňkolistý (Melittis melissophyllum).
Typickými ptačími druhy území jsou např. brhlík lesní (Sitta europaea) nebo konipas bílý (Motacilla alba), jehož lze často zastihnout v korytě potoka.

## Galerie

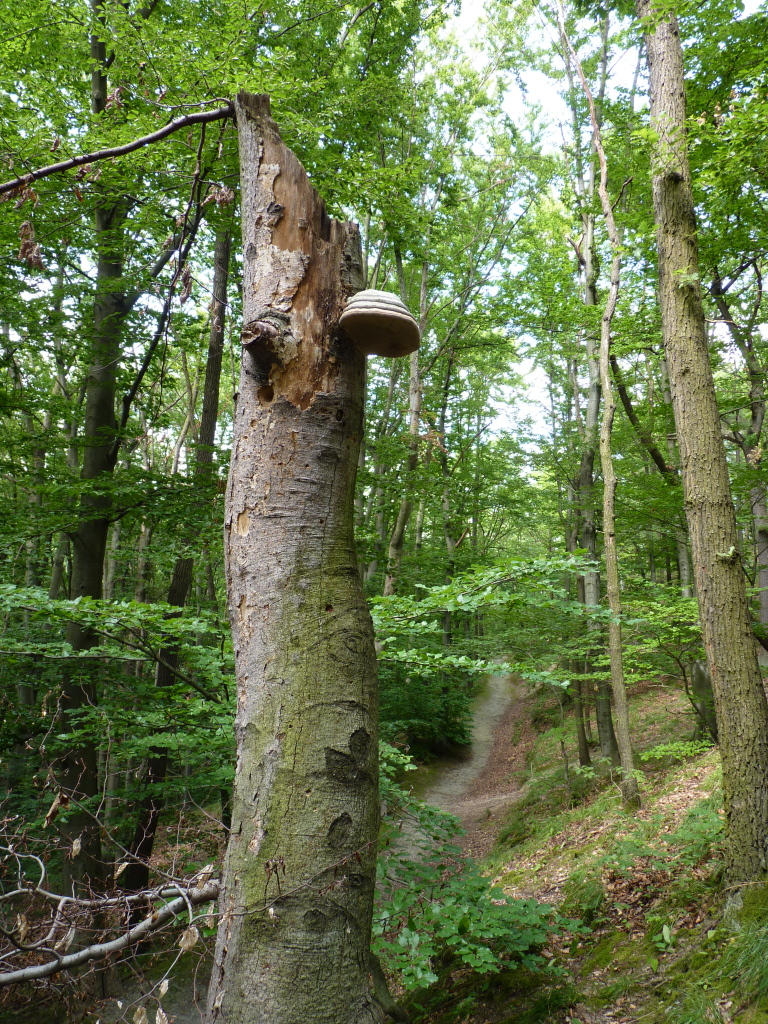
Torzo buku s plodnicí troudnatce kopytovitého
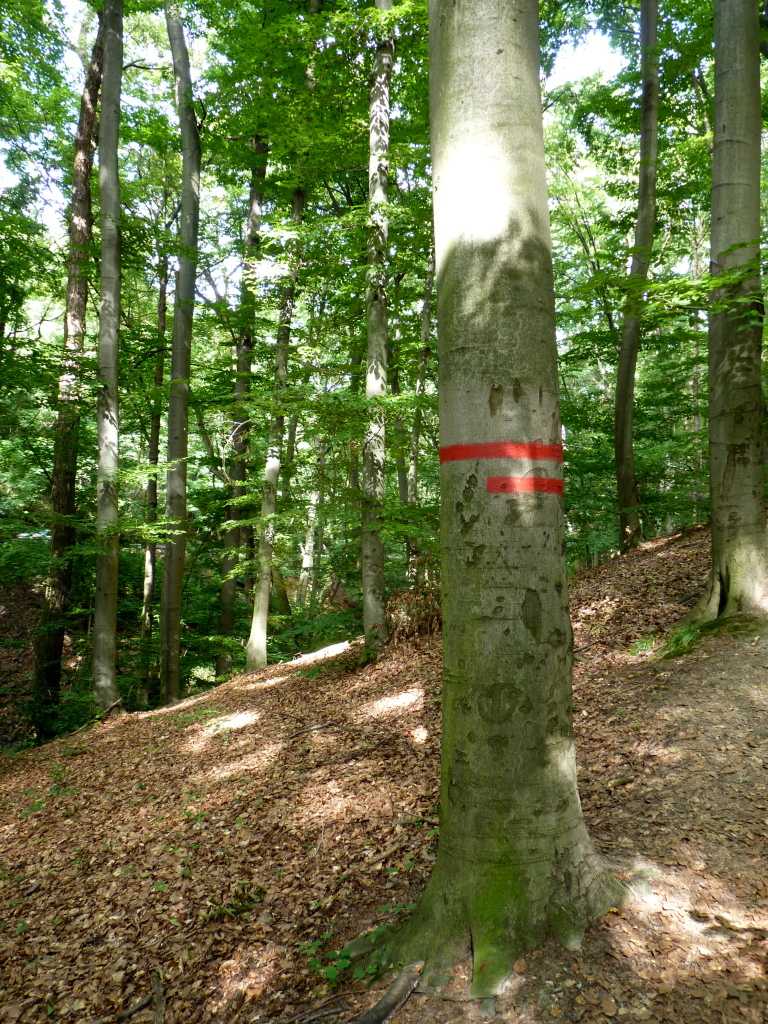
Vyznačení hranice chráněného území: na vnější straně jsou dva červené pruhy, na vnitřní jeden
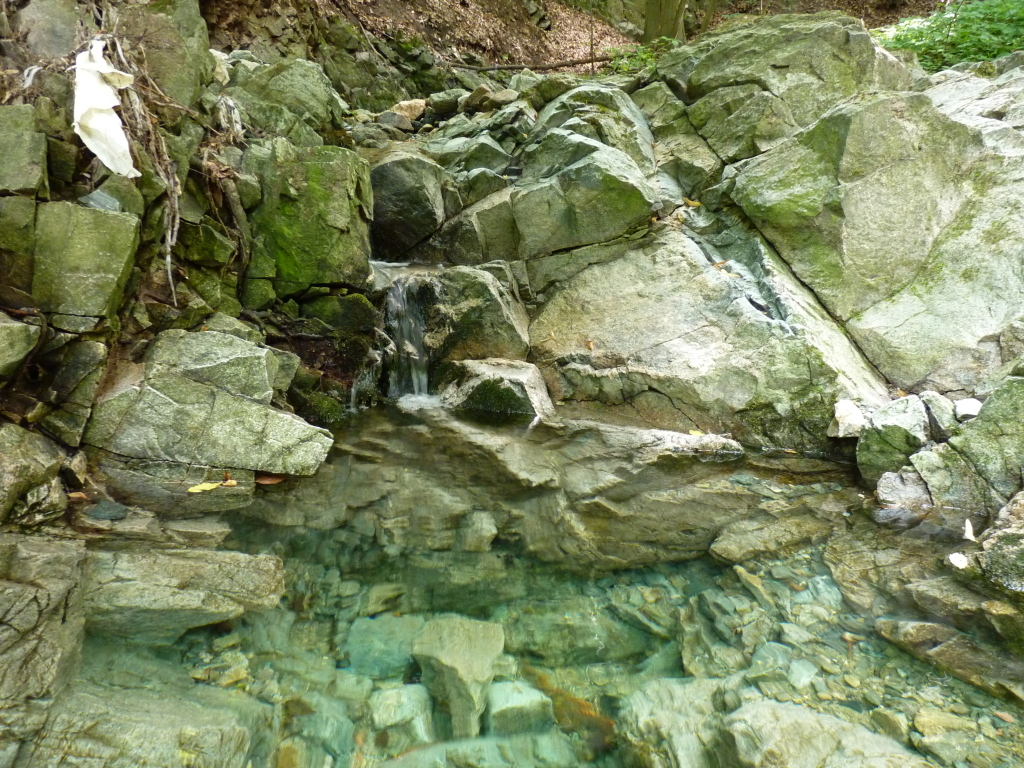
Jedna z mnoha nezvykle čistých tůněk na Kohoutovickém potoce